# The Fantastic World of D.C. Collins
The Fantastic World of D.C. Collins es un telefilme estadounidense de comedia de 1984, dirigido por Leslie H. Martinson, escrito por Martin Cohan y Phil Margo, musicalizado por Dennis Dreith, Mitch Margo y Phil Margo, en la fotografía estuvo Gary Graver y los protagonistas son Gary Coleman, Bernie Casey y Shelley Smith, entre otros. Este largometraje fue producido por Guillaume-Margo Productions y Zephyr Productions; se estrenó el 10 de febrero de 1984.

## Sinopsis
D. C. es un soñador que solo puede permanecer en el mundo real unos minutos. Cuando un disco confidencial aparece en su mochila, se halla en medio de una importante misión de espionaje.